# Internationaux du Japon
Ne pas confondre avec les autres tournois de tennis : Tournoi de tennis de Tokyo (dames), Classic du Japon (dames), Tournoi de tennis du Japon (dames), Tournoi de Tokyo Indoor (messieurs), Tokyo Cup (mixte)
Les Internationaux du Japon sont un tournoi de tennis féminin du circuit professionnel WTA.
L'épreuve est organisée chaque année à Tokyo, vers la fin du mois de septembre, sur dur et en extérieur. 
La première édition remonte à 1990. Sponsorisé par Nichirei, un fabricant de produits surgelés, le tournoi est renommé Toyota Princess Cup en 1997 et est disputé jusqu'en 2002.
Avec cinq succès, Monica Seles détient le record de victoires en simple.

## Palmarès

### Simple
| No | Date       | Nom et lieu du tournoi                      | Catégorie | Dotation  | Surface         | Vainqueure         | Finaliste            | Score         |         |
| -- | ---------- | ------------------------------------------- | --------- | --------- | --------------- | ------------------ | -------------------- | ------------- | ------- |
| 1  | 25-09-1990 | Nichirei International Championships, Tokyo | Tier II   | 350 000 $ | Moquette (int.) | Mary Joe Fernández | Amy Frazier          | 3-6, 6-2, 6-3 | Tableau |
| 2  | 16-09-1991 | Nichirei International Championships, Tokyo | Tier II   | 350 000 $ | Dur (ext.)      | Monica Seles       | Mary Joe Fernández   | 6-1, 6-1      | Tableau |
| 3  | 22-09-1992 | Nichirei International Championships, Tokyo | Tier II   | 350 000 $ | Dur (ext.)      | Monica Seles       | Gabriela Sabatini    | 6-2, 6-0      | Tableau |
| 4  | 21-09-1993 | Nichirei International Championships, Tokyo | Tier II   | 375 000 $ | Dur (ext.)      | Amanda Coetzer     | Kimiko Date          | 6-3, 6-2      | Tableau |
| 5  | 20-09-1994 | Nichirei International Championships, Tokyo | Tier II   | 400 000 $ | Dur (ext.)      | Arantxa Sánchez    | Amy Frazier          | 6-1, 6-2      | Tableau |
| 6  | 19-09-1995 | Nichirei International Championships, Tokyo | Tier II   | 430 000 $ | Dur (ext.)      | Mary Pierce        | Arantxa Sánchez      | 6-3, 6-3      | Tableau |
| 7  | 16-09-1996 | Nichirei International Open, Tokyo          | Tier II   | 450 000 $ | Dur (ext.)      | Monica Seles       | Arantxa Sánchez      | 6-1, 6-4      | Tableau |
| 8  | 15-09-1997 | Toyota Princess Cup, Tokyo                  | Tier II   | 450 000 $ | Dur (ext.)      | Monica Seles       | Arantxa Sánchez      | 6-1, 3-6, 7-6 | Tableau |
| 9  | 21-09-1998 | Toyota Princess Cup, Tokyo                  | Tier II   | 450 000 $ | Dur (ext.)      | Monica Seles       | Arantxa Sánchez      | 4-6, 6-3, 6-4 | Tableau |
| 10 | 20-09-1999 | Toyota Princess Cup, Tokyo                  | Tier II   | 520 000 $ | Dur (ext.)      | Lindsay Davenport  | Monica Seles         | 7-5, 7-6      | Tableau |
| 11 | 02-10-2000 | Toyota Princess Cup, Tokyo                  | Tier II   | 535 000 $ | Dur (ext.)      | Serena Williams    | Julie Halard-Decugis | 7-5, 6-1      | Tableau |
| 12 | 17-09-2001 | Toyota Princess Cup, Tokyo                  | Tier II   | 565 000 $ | Dur (ext.)      | Jelena Dokić       | Arantxa Sánchez      | 6-4, 6-2      | Tableau |
| 13 | 16-09-2002 | Toyota Princess Cup, Tokyo                  | Tier II   | 585 000 $ | Dur (ext.)      | Serena Williams    | Kim Clijsters        | 2-6, 6-3, 6-3 | Tableau |

### Double
| No | Date       | Nom et lieu du tournoi                     | Catégorie | Dotation  | Surface         | Vainqueures                          | Finalistes                         | Score         |         |
| -- | ---------- | ------------------------------------------ | --------- | --------- | --------------- | ------------------------------------ | ---------------------------------- | ------------- | ------- |
| 1  | 25-09-1990 | Nichirei International Championships Tokyo | Tier II   | 350 000 $ | Moquette (int.) | Mary Joe Fernández Robin White       | Gigi Fernández Martina Navrátilová | 4-6, 6-3, 7-6 | Tableau |
| 2  | 16-09-1991 | Nichirei International Championships Tokyo | Tier II   | 350 000 $ | Dur (ext.)      | Mary Joe Fernández Pam Shriver       | Carrie Cunningham Laura Arraya     | 6-3, 6-3      | Tableau |
| 3  | 22-09-1992 | Nichirei International Championships Tokyo | Tier II   | 350 000 $ | Dur (ext.)      | Mary Joe Fernández Robin White       | Yayuk Basuki Nana Miyagi           | 6-4, 6-4      | Tableau |
| 4  | 21-09-1993 | Nichirei International Championships Tokyo | Tier II   | 375 000 $ | Dur (ext.)      | Lisa Raymond Chanda Rubin            | Amanda Coetzer Linda Wild          | 6-4, 6-1      | Tableau |
| 5  | 20-09-1994 | Nichirei International Championships Tokyo | Tier II   | 400 000 $ | Dur (ext.)      | Julie Halard Arantxa Sánchez         | Amy Frazier Rika Hiraki            | 6-1, 0-6, 6-1 | Tableau |
| 6  | 19-09-1995 | Nichirei International Championships Tokyo | Tier II   | 430 000 $ | Dur (ext.)      | Lindsay Davenport Mary Joe Fernández | Amanda Coetzer Linda Wild          | 6-3, 6-2      | Tableau |
| 7  | 16-09-1996 | Nichirei International Open Tokyo          | Tier II   | 450 000 $ | Dur (ext.)      | Amanda Coetzer Mary Pierce           | Park Sung-hee Wang Shi-Ting        | 6-3, 7-6      | Tableau |
| 8  | 15-09-1997 | Toyota Princess Cup Tokyo                  | Tier II   | 450 000 $ | Dur (ext.)      | Monica Seles Ai Sugiyama             | Julie Halard-Decugis Chanda Rubin  | 6-1, 6-0      | Tableau |
| 9  | 21-09-1998 | Toyota Princess Cup Tokyo                  | Tier II   | 450 000 $ | Dur (ext.)      | Anna Kournikova Monica Seles         | Mary Joe Fernández Arantxa Sánchez | 6-4, 6-4      | Tableau |
| 10 | 20-09-1999 | Toyota Princess Cup Tokyo                  | Tier II   | 520 000 $ | Dur (ext.)      | Conchita Martínez Patricia Tarabini  | Amanda Coetzer Jelena Dokić        | 6-7, 6-4, 6-2 | Tableau |
| 11 | 02-10-2000 | Toyota Princess Cup Tokyo                  | Tier II   | 535 000 $ | Dur (ext.)      | Julie Halard-Decugis Ai Sugiyama     | Nana Miyagi Paola Suárez           | 6-0, 6-2      | Tableau |
| 12 | 17-09-2001 | Toyota Princess Cup Tokyo                  | Tier II   | 565 000 $ | Dur (ext.)      | Cara Black Liezel Huber              | Kim Clijsters Ai Sugiyama          | 6-1, 6-3      | Tableau |
| 13 | 16-09-2002 | Toyota Princess Cup Tokyo                  | Tier II   | 585 000 $ | Dur (ext.)      | Svetlana Kuznetsova Arantxa Sánchez  | Petra Mandula Patricia Wartusch    | 6-2, 6-4      | Tableau |